# Schwüblingsen
Schwüblingsen is een plaats in de Duitse gemeente Uetze, deelstaat Nedersaksen, en telt 570 inwoners (ultimo 2021).
Van het dorp loopt een weg in zuidelijke richting naar het buurdorp Sievershausen, gemeente Lehrte. Direct voorbij dit dorp bevindt zich afrit 51 (Hämelerwald) van de Autobahn A2. Dit is de dichtst bij de gemeente Uetze gelegen aansluiting op het autosnelwegennet.
Het dorp wordt in 1053 als Suitbaldigehusun (Bij de huizen van Zwentibold) voor het eerst in een document vermeld.
In 1997 werd Schwüblingsen door een orkaan getroffen, die gelukkig geen dodelijke slachtoffers eiste. Wel werden duizenden bomen ontworteld en raakten veel huizen en boerderijen zwaar beschadigd. De dorpelingen hebben daarop veel van de schade in grote saamhorigheid eigenhandig hersteld.
De uit plm. 1700 daterende, evangelisch-lutherse Christuskerk in het dorp bezit een fraai, uit de 17e eeuw daterend retabel. Het kerktorentje is ook in het dorpswapen afgebeeld.
De inwoners van Schwüblingsen leven van de landbouw en het toerisme (vanwege de fraaie, bosrijke omgeving, die tot wandel- en fietstochten noodt). Ook wonen er veel mensen met een werkkring in een grotere plaats in de omgeving (woonforensisme).

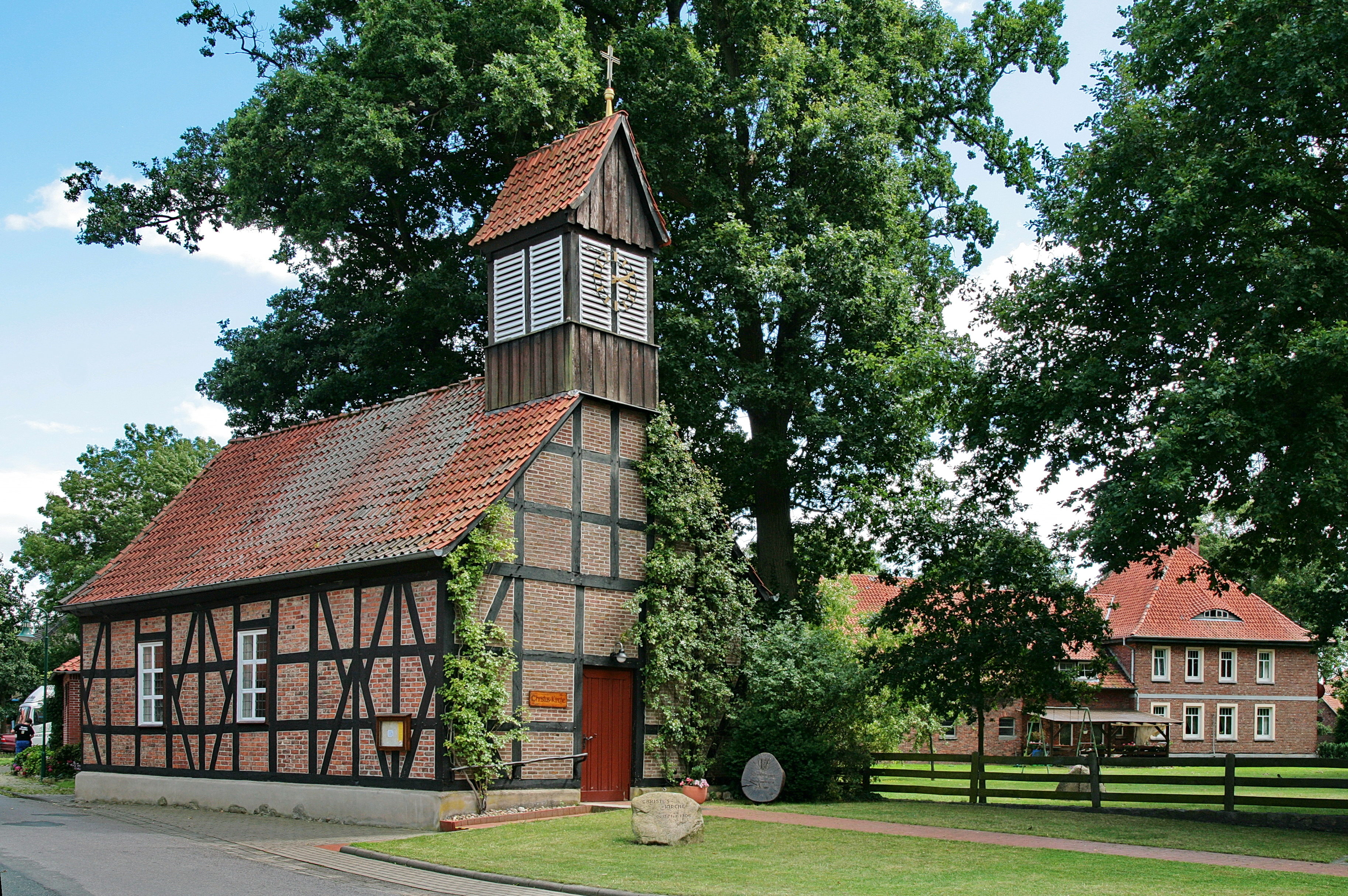
Christuskerk, Schwüblingsen
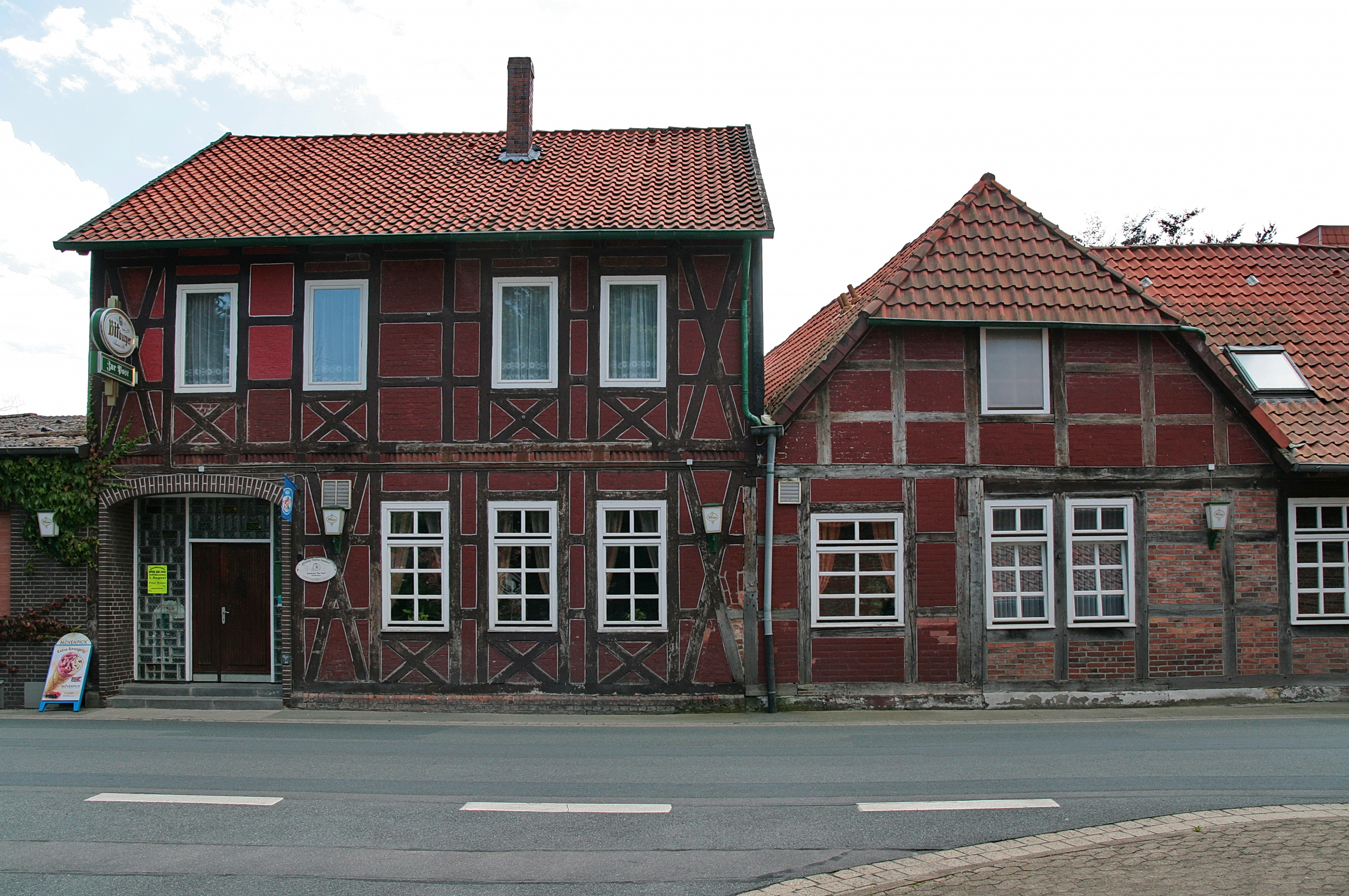
Horecabedrijf Gasthaus zur Post, Schwüblingsen